# Velika senčica
Velika senčica ali evropska umbra (znanstveno ime Umbra krameri) je sladkovodna riba iz družine senčic.

## Opis
Velika senčica zraste do 17 cm v dolžino in ima podolgovato, bočno rahlo sploščeno telo, pokrito z velikimi luskami. Samci so manjši od samic. Barva velike senčice je temno rjava, po telesu pa ima temne pege. Vzdolž bokov poteka svetla črta, ki pa ni pobočnica. Robovi plavuti so konkavni, hrbtna plavut pa je po vrhu ravna. Ta vrsta živi v manjših jatah, v katere je zbrano od 5 do 6 osebkov, ki se hranijo z ličinkami vodnih žuželk in raznimi talnimi nevretenčarji. Glava je srednje velika, na koncu pa so velika, rahlo nadstojna usta. V spodnji čeljusti ima velika senčica številne zobe. V izjemnih primerih lahko velika senčica diha tudi atmosferski kisik.
Spolno te ribe dozorijo v prvem letu starosti, drstijo pa se konec marca in v aprilu v vodah s temperaturo med 10 in 13 °C. Samice odložijo do 2000 iker, življenjska doba teh rib pa je med 4 in 5 let.

## Razširjenost
Velika senčica je edini avtohtoni predstavnik svojega rodu v Evropi. Danes je skoraj povsod ogrožena, tudi v Sloveniji ša je uvrščena na seznam zavarovanih živalskih vrst. Trenutno je znano, da je vrsta razširjena po Avstriji, Bosni in Hercegovini, Češki, Hrvaški, Madžarski, Moldaviji, Romuniji, Srbiji, Črni gori, Slovaški, Sloveniji in Ukrajini. Živijo v hladnih stoječih vodah, ki so zarasle z vodnim rastlinjem, ali pa imajo čisto, blatno in neporaslo dno.
Vzroki za ogoroženost so izsuševanja močvirnih predelov, regulacija vodotokov, verjetno pa tudi škropljenje poljedelskih površin.